# Жанна де Шатильон
Жанна де Шатильон (ок. 1285 — 16 января 1354) — жена Готье V де Бриенна, титулярная герцогиня Афин и княгиня Аргоса и Навплиона с 1311 года.

## Биография
Жанна была дочерью Гоше V де Шатильона, коннетабля Французского королевства при пяти королях, и Изабеллы де Дрё, принцессы королевской крови.
В 1305 году в Италии вышла замуж за Готье V де Бриенна, графа Лечче. В 1308 году её муж был призван на престол Афинского герцогства как ближайший родственник угасшей династии Ла Рош. Но из-за легкомысленности герцог рассорился со своими наёмниками, Каталонской компанией. Ссора перешла в вооруженное столкновение, и 15 марта 1311 года Бриенн погиб в сражении на Охроменской равнине. Афинское герцогство оказалось в руках Каталонской компании.
Герцогиня Жанна пыталась не допустить врагов в Афины и укрепилась на Акрополе с немногими сторонниками. Каталонцам всё же удалось овладеть Афинами. На престол был приглашен принц Манфред Сицилийский. Жанна де Шатильон с детьми, Готье и Изабеллой, уехала в Ахейю, а потом во Францию. Верный ей рыцарь Вальтер де Фушероль сохранил за семейством Бриенн небольшие владения в Беотии — Аргос и Навплион.
В апреле 1318 года Жанна и её отец, Гоше де Шатильон, обратились к Венецианской республике с просьбой о денежной ссуде, чтобы организовать поход в Грецию и вернуть Афинское герцогство. В просьбе было отказано. Почти все вассалы Бриеннов в Греции переметнулись на сторону новых властителей. Один только Фушероль, располагавший небольшим военным отрядом и несколькими судами, оставался верен наследникам Готье де Бриенна.
Жанна обратилась с петициями о помощи к неаполитанскому королю Карлу II, французскому королю Филиппу V и авиньонскому папе Иоанну XXII, но никто не согласился ей помочь. Жанна де Шатильон не собиралась отказываться от титула афинской герцогини, и удерживала претензии на греческие владения для сына до тех пор, пока он не стал достаточно взрослым. Собирая поход для захвата Афинского герцогства, Жанна сильно обременила родовые поместья долгами. В основном, деньги шли на усиление гарнизонов Аргоса и Навплиона. Когда кредиторы потребовали погашения огромных задолженностей, вопрос о выплате денег рассорил Жанну и её сына. В январе 1321 Вальтер VI подал иск в королевский суд Франции против собственной матери.
Жанна де Шатильон умерла в январе 1354 года и была похоронена в церкви Святого Якова в Труа. На её надгробии надпись: «Здесь покоится афинская герцогиня».

## Брак и дети
Муж: с октября 1305 года Готье V де Бриенн (ок. 1278 — 15 марта 1311), граф де Бриенн (Готье V) и ди Лечче (под именем Готье II) с 1296 года, герцог Афинский (под именем Готье I) с 1308 года. Дети:
- Готье VI (1302 — 19 сентября 1356), граф ди Лечче и де Бриенн с 1311, титулярный герцог Афинский с 1311, коннетабль Франции с 1356
- Изабелла (ум. 1360), графиня ди Лечче и де Бриенн, дама де Рамерю; муж: с января 1321 Готье III (5 июня 1302—1345), сеньор д’Ангиен